# Elecciones presidenciales de Somalia de 2022
Las elecciones presidenciales de Somalia de 2022 se llevaron a cabo el 31 de marzo de ese año. El presidente Abdullahi Mohamed estuvo en el cargo desde las elecciones de febrero de 2017 hasta el 8 de febrero de 2021, cuando su mandato expiró.
En principio las elecciones iban a ser el 24 de diciembre de 2021, pero entonces solo 24 de 275 representantes fueran elegidos y la crisis política de Somalia de 2021 retrasó el proceso. El 10 de enero de 2022, los líderes somalíes anunciaron que llegaron a un acuerdo para completar las elecciones presidenciales y parlamentarias antes del 25 de febrero, luego de repetidos retrasos que han amenazado la estabilidad del país. El 25 de febrero de 2022, la elección presidencial se pospuso nuevamente hasta el 15 de marzo para completar la elección de la Casa del Pueblo. Sin embargo, la elección sufrió una nueva demora, posponiéndose hasta el 31 de marzo de 2022.